# Al-Ain FC
Al-Ain Football Club (arab. ‏نادي العين‎) – klub piłkarski ze Zjednoczonych Emiratów Arabskich z siedzibą w mieście Al-Ajn.
Założony został w 1968. Jest najbardziej utytułowanym klubem ze Zjednoczonych Emiratów Arabskich. Dziewięciokrotny mistrz Zjednoczonych Emiratów Arabskich, zdobywca Azjatyckiej Ligi Mistrzów w 2003 oraz w sezonie 2023/2024. Prezesem klubu jest Muhammad ibn Zajid Al Nahajjan.

## Sukcesy
- Mistrzostwo Zjednoczonych Emiratów Arabskich (14 razy): 1976/1977, 1980/1981, 1983/1984, 1992/1993, 1997/1998, 1999/2000, 2001/2002, 2002/2003, 2003/2004, 2011/12, 2012/13, 2014/15, 2017/18, 2021/2022
- Puchar Emira (5 razy): 1998/1999, 2000/2001, 2004/2005, 2005/2006, 2008/2009
- Azjatycka Liga Mistrzów (2 razy): 2003, 2023/2024
- Puchar Zatoki Perskiej (1 raz): 2001
- Puchar Federacji (3 raz): 1988/1989, 2004/2005, 2005/2006
- Superpuchar Zjednoczonych Emiratów Arabskich (2 razy): 94/95, 2002/2003
- Puchar Etisalat Emirates (1 raz):  2008/2009
- Puchar Abu-Dabi (2 razy): 73/74, 74/75